# Чеккано, Стефано ди
Стефано ди Чеккано (итал. Stefano Di Ceccano; XII век, Чеккано, Фрозиноне, Лацио, Италия — 1227, Рим, Папская область) — католический церковный деятель XII века. 

## Биография
На консистории 18 февраля 1212 года был провозглашен кардиналом-дьяконом с титулом церкви Сант-Анджело-ин-Пескерия. В 1213 году стал кардиналом-священником с титулом церкви Санти-XII-Апостоли. Участвовал в выборах папы 1216 (Гонорий III) и 1227 (Григорий IX) годов.